# Gul flugtrumpet
Gul flugtrumpet (Sarracenia flava) är en flugtrumpetväxtart som beskrevs av Carl von Linné. Enligt Catalogue of Life ingår Gul flugtrumpet i släktet flugtrumpeter och familjen flugtrumpetväxter, men enligt Dyntaxa är tillhörigheten istället släktet flugtrumpeter och familjen flugtrumpetväxter. IUCN kategoriserar arten globalt som livskraftig. Arten har ej påträffats i Sverige. Inga underarter finns listade i Catalogue of Life.

## Bildgalleri

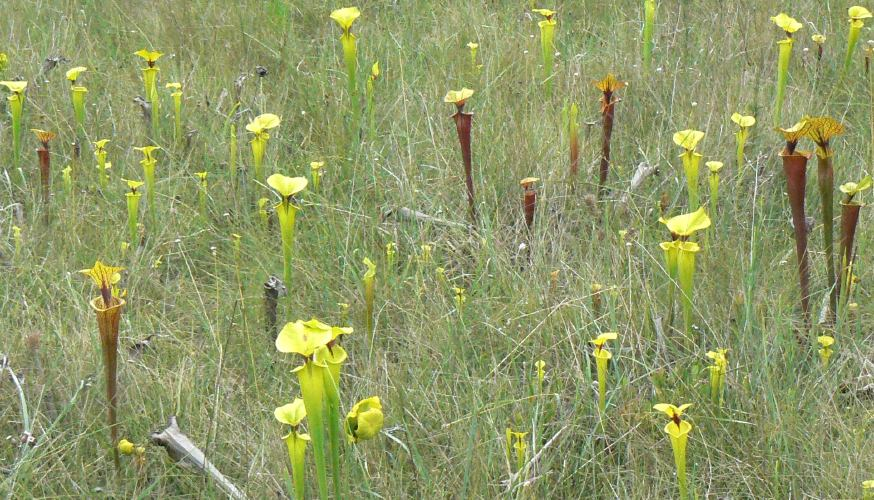
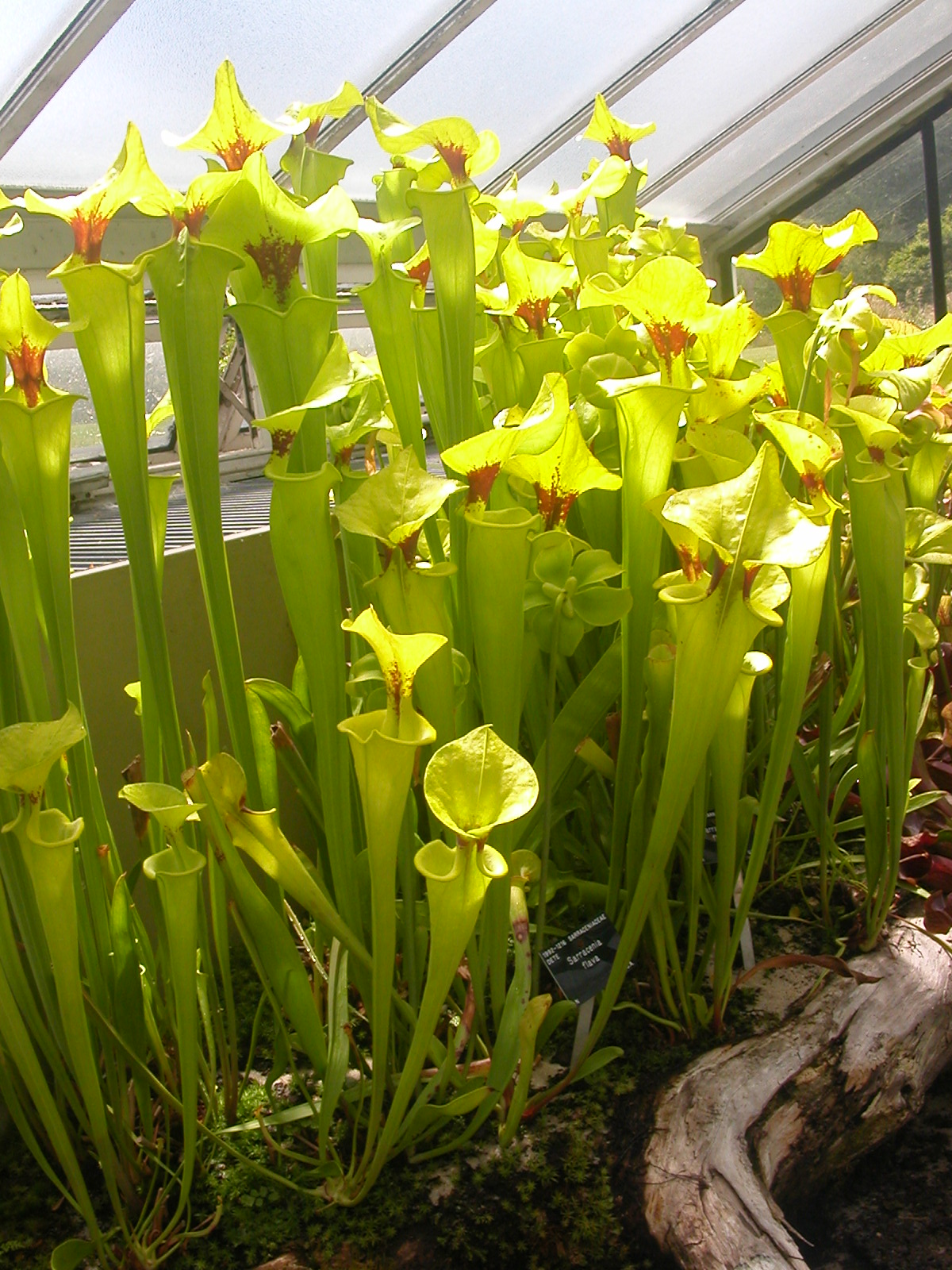
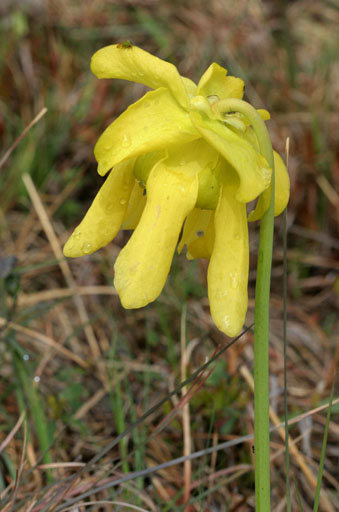
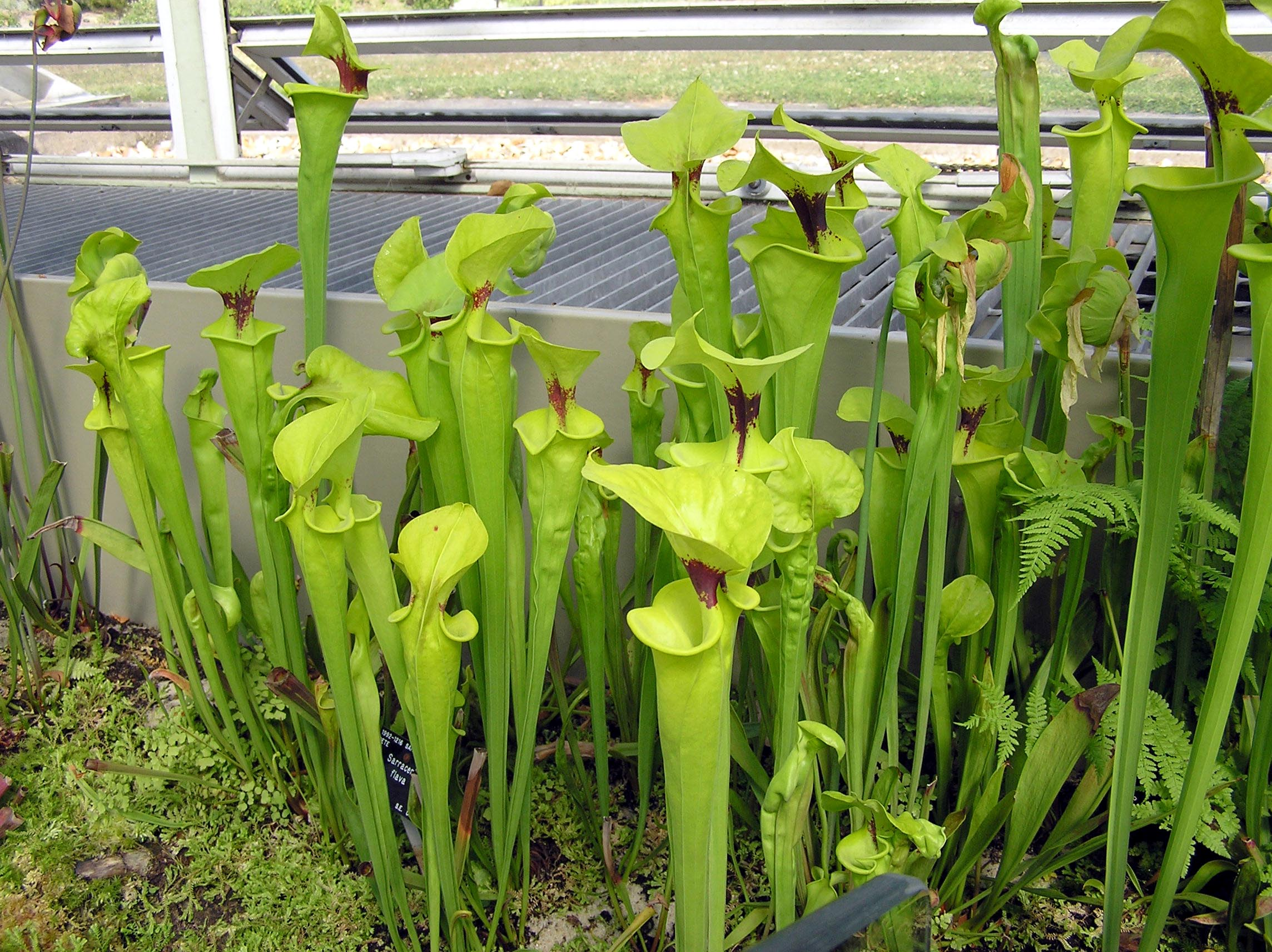
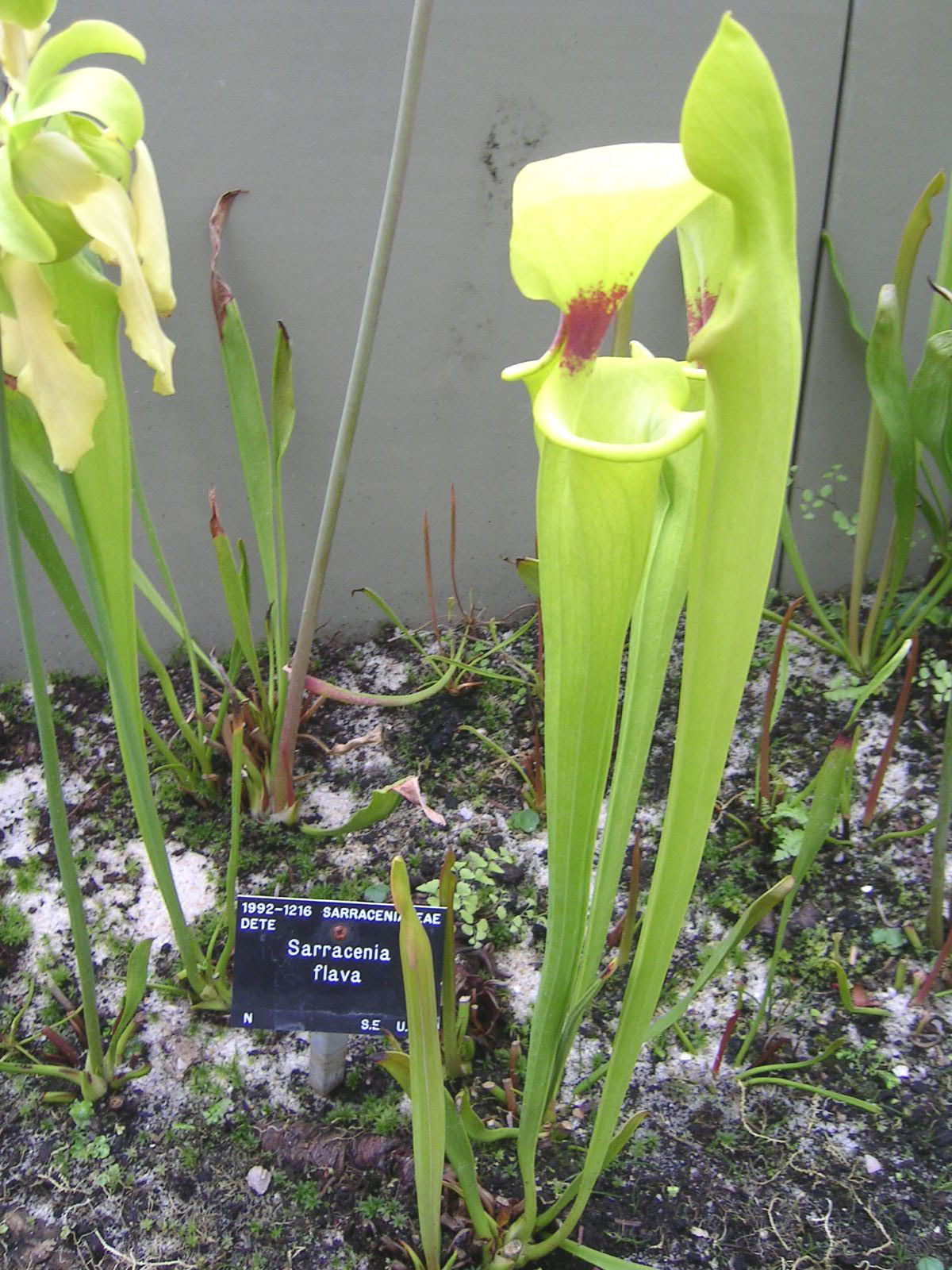
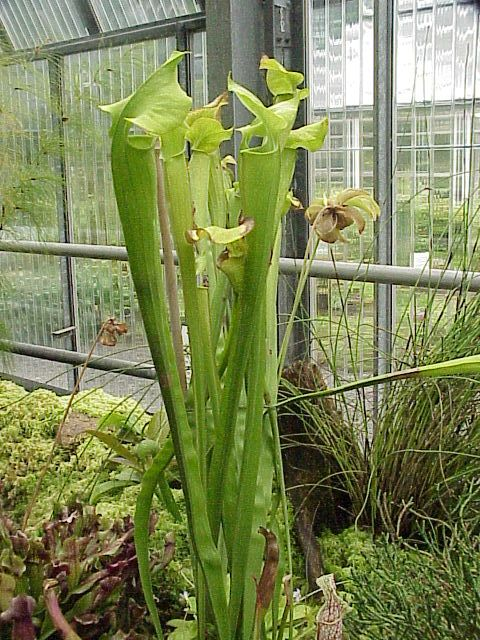